# Paredes da Beira
Paredes da Beira es una freguesia portuguesa del concelho de São João da Pesqueira, con 23,32 km² de superficie y 733 habitantes (2001). Su densidad de población es de 31,4 hab/km².

## Visitas
- Puente de Fumo